# Bibliothèque principale de Tampere
Pour les articles homonymes, voir Metso (homonymie).
La Bibliothèque principale de Tampere (finnois : Tampereen kaupungin pääkirjasto), appelée aussi Metso, est un bâtiment construit dans le quartier Amuri au centre de Tampere en Finlande.
Le bâtiment abrite la bibliothèque principale du réseau des bibliothèques de Tampere.

## Histoire
En 1978, l'ancienne bibliothèque principale manquant d'espace, un concours d'architecture pour la conception de la nouvelle bibliothèque principale recueille 120 projets.
Le projet "Soidinkuvat" de Raili et Reima Pietilä remporte le concours.
Le nom Metso, qui signifie grand tétras, vient de l'aspect du bâtiment vu de dessus.
Les travaux de construction débutent en 1983 pour se terminer en 1986.
Le bâtiment est ouvert au public le 21 août 1986 et inauguré le 10 octobre 1986.
À l'étage inférieur du bâtiment se trouve le musée de la pierre et le musée des Moumines.
Ces musées ont du déménager pour cause de travaux de rénovation. 
Le musée des Moumines a ouvert début janvier 2013 au rez de chaussée du musée d'art de Tampere avant d'être réinstallé dans la maison de Tampere et le musée de la pierre ouvre en décembre 2014 au centre Vapriikki,.

## Galerie

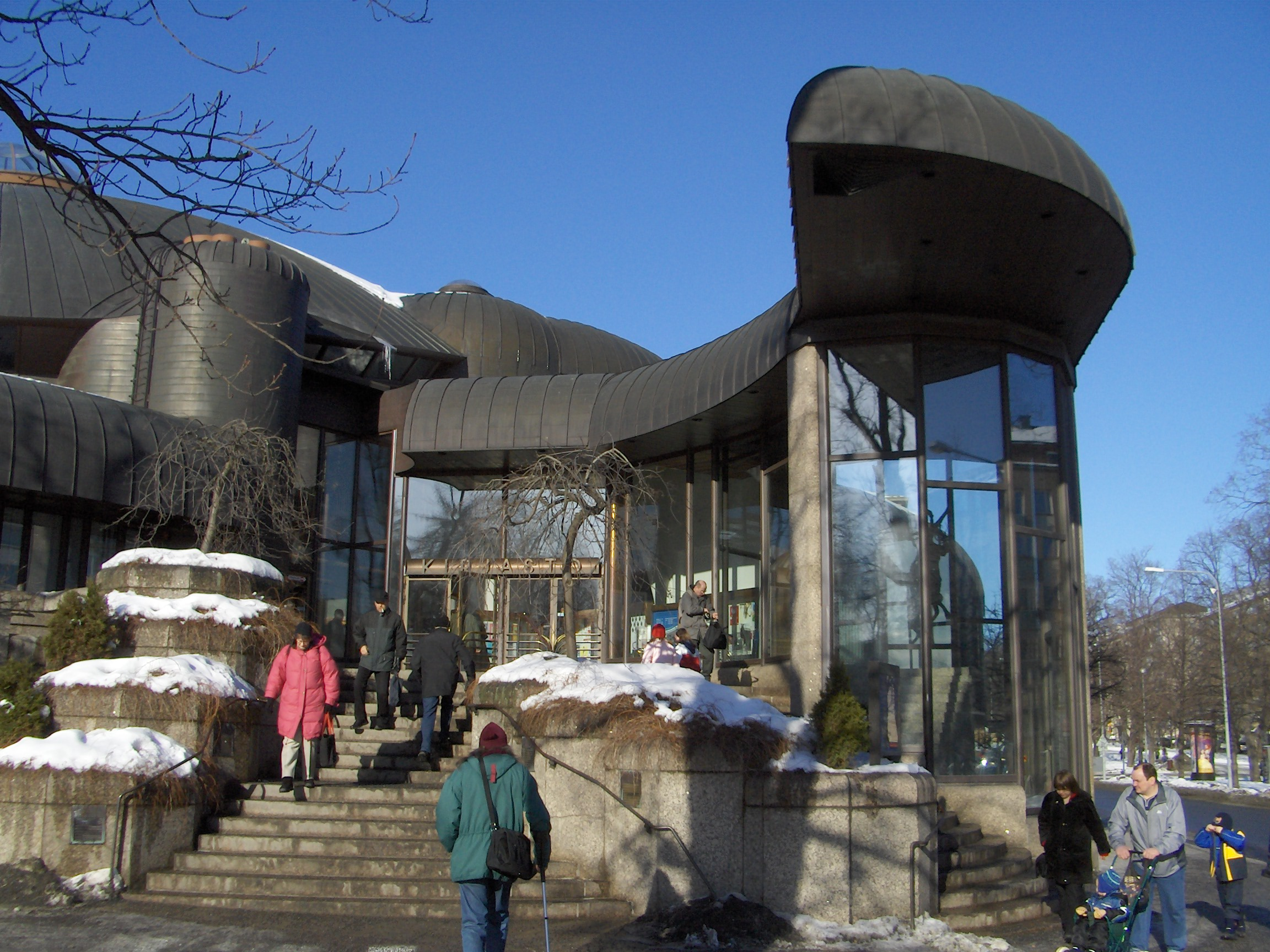
L'entrée.
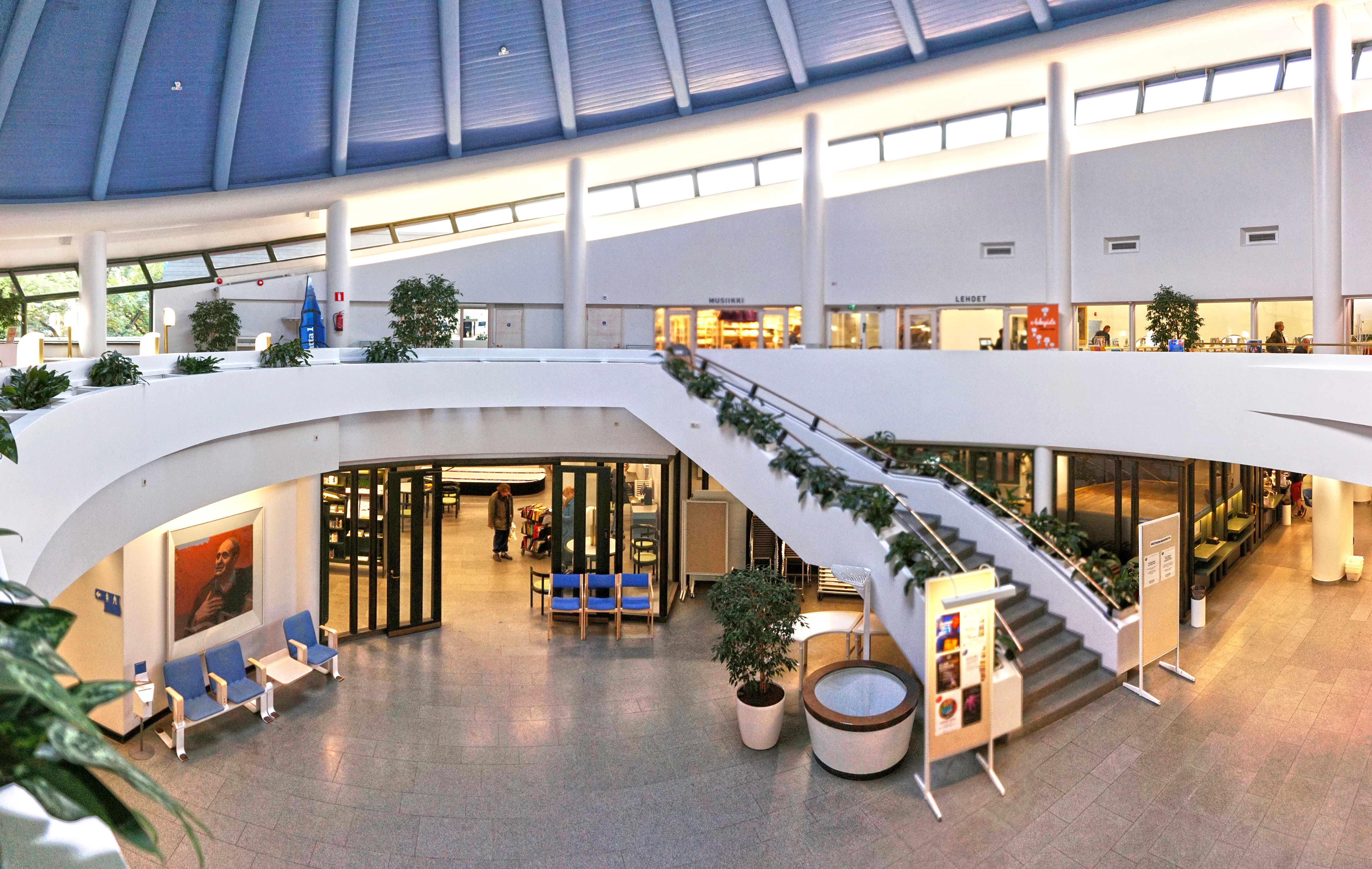
Le hall d'entrée.
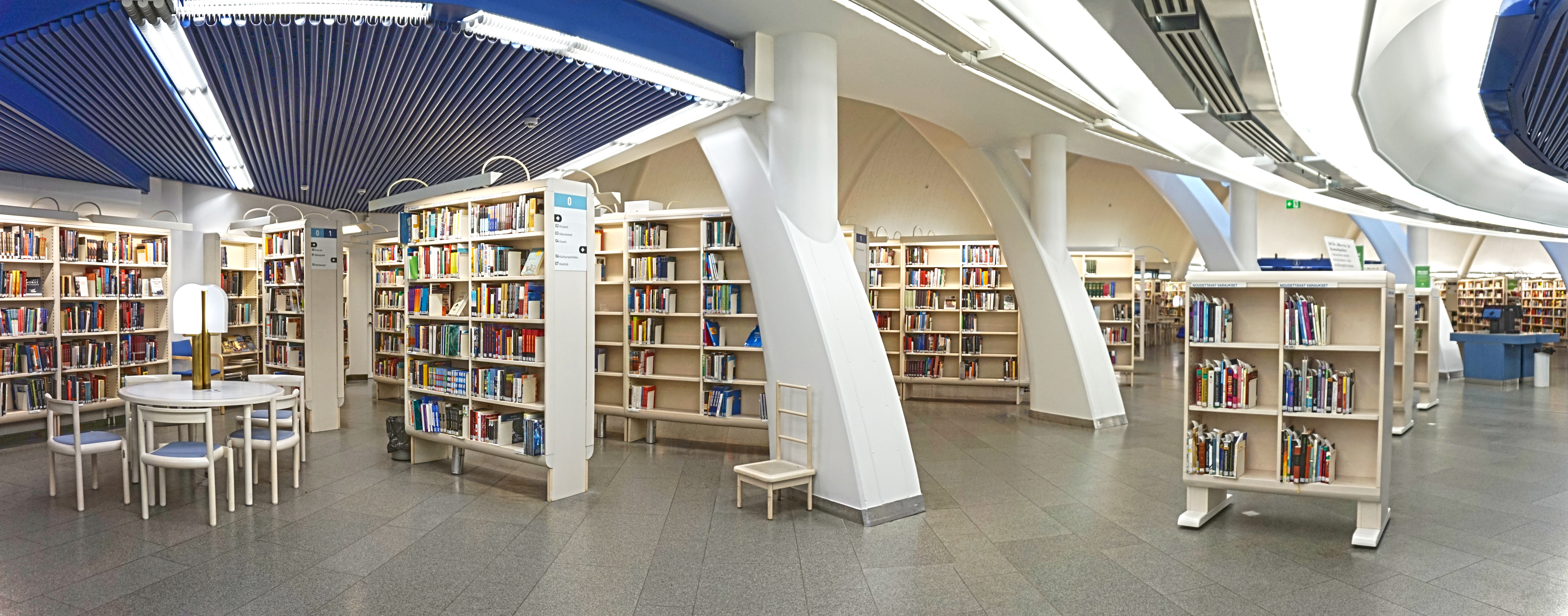
La salle principale.